# Flugunfall der Shan Xi Airlines 1988
Der Flugunfall der Shan Xi Airlines 1988 ereignete sich am 7. Oktober 1988. An diesem Tag verunglückte eine Iljuschin Il-14P der Shan Xi Airlines im Anfangssteigflug zu einem Rundflug von der Luftwaffenbasis Linfen, wobei 44 der 48 Personen an Bord sowie zwei Menschen am Boden starben. Es handelte sich um den weltweit letzten Flugunfall einer Iljuschin Il-14 mit Todesopfern.

## Maschine
Bei der betroffenen Maschine handelte es sich um eine 1956 gebaute Il-14P mit der Werknummer 6341406 und der Modellseriennummer 14-06. Die Maschine wurde ursprünglich an die CAAC ausgeliefert und ging nach deren Aufsplittung in mehrere Fluggesellschaften in den Besitz der Shan Xi Airlines über. Das zweimotorige Mittelstreckenflugzeug war mit zwei Sternmotoren des Typs Schwezow ASch-82 ausgerüstet.

## Passagiere, Besatzung und Flugplan
An Bord der Maschine befanden sich 44 Passagiere, diese waren Mitarbeiter einer Strickwarenfabrik, die auf einen 15-minütigen Rundflug über die Stadt Linfen (Shanxi) eingeladen worden waren. Es befand sich zudem eine vierköpfige Besatzung an Bord.

## Unfallhergang
Unmittelbar nach dem Start fiel das linke Triebwerk der Maschine aus. Das Flugzeug streifte um 13:21 Uhr Ortszeit mit der linken Tragfläche ein Gebäude, wobei die Tragfläche teilweise abgerissen wurde. Die Maschine kollidierte daraufhin mit acht Pappeln, bis sie schließlich auf das Dach eines Hotelgebäudes stürzte, wobei 44 Insassen der Maschine getötet wurden, darunter alle vier Crewmitglieder und 40 der 44 Passagiere. Darüber hinaus wurden zwei Personen am Boden getötet.

## Ursache
Als Unfallursache konnte ein Ausfall des linken Triebwerks infolge eines Ermüdungsbruch der Ölpumpenwelle festgestellt werden. Das Flugzeug war allerdings für maximal 32 Passagiere zugelassen und mit nur 14 Sitzen ausgerüstet.